# Puska
Puska – wieś w Chorwacji, w żupanii sisacko-moslawińskiej, w gminie Jasenovac. W 2011 roku liczyła 293 mieszkańców.